# Сторкио, Розина
Розина Сторкио (19 января 1872 — 24 июля 1945) — итальянская оперная певица, обладавшая лирическим колоратурным сопрано. Известна исполнением главных ролей в премьерах мировых опер Пуччини, Леонкавалло, Масканьи и Джордано.

## Биография
Розина родилась в 1872 году в Венеции. Музыкальное образование  получила в Миланской консерватории. Дебют Розины пришёлся на 1892 год,  в опере Бизе «Кармен», она исполнила роль Микаэлы в миланском театре Даль Верме.

## Карьера
1895 году дебютировала в «Ла Скала» с оперой Массне «Вертер». В 1906 году исполняла арию Виолетты в «Ла Скала», появившись на сцене в современной одежде.
С тех пор Сторкио в основном пела в Милане. Однако перед Первой мировой войной она также выступала в других крупных итальянски городах, таких как Рим, Венеция и прочих. Гастролировала по всему миру: пела в Южной Америке, Испании, Париже и Москве.
Она играла главную роль в опере Пуччини  «Тоска», однако партия была для неё тяжелой. В 1921 году, после того как её голос потерял былую силу, она ещё выступала  Чикаго и Нью-Йорке.
В 1923 году в Барселоне Сторкио завершила свою карьеру выступлением в роли Чио-Чио-Сан в опере Пуччини «Мадам Баттерфляй». Примечательно, что Розина исполняла эту партию впервые в 1904 году на премьере оперы в новой трактовке, которая провалилась. Причинами неудачи было названо наличие длиннот и неудачная компоновка актов.

## Последние годы
Покинув сцену, Розина Сторкио ушла в монастырь, а в конце Второй мировой войны умерла. Она оставила небольшое наследие граммофонных записей со скоростью 78 об/мин, записанных  в первые годы XX века.

## Репертуар
- 1897: Мими в Богеме ( Леонкавалло)
- 1900 год: Заза в Заза (Леонкавалло )
- 1903: Стефана в Сибири ( Джордано)
- 1904: Чио-Чио Сан в Мадам Баттерфляй (Пуччини)
- 1917: Лодолетта в Лодолетте (Масканьи) [3]